# Alto Horizonte
Pour les articles homonymes, voir Alto (toponyme).
Alto Horizonte est une municipalité brésilienne de l'État de Goiás et la microrégion de Porangatu.